# Interfaza
Interfaza ("faza između") je faza u staničnom ciklusu. 
Sastoji se od triju podfaza, G 1, sinteze i G 2.
Interfaza je faza u kojoj stanica provodi vrijeme između dviju uzastopnih dioba. 90% svog vremena stanica provede u interfazi. Glavni događaj u interfazi kad se replicira DNK, čime se stanica pripremila za diobu.
Okončanjem interfaze stanica prelazi u diobu u fazu mitoze.
U proizvodnji gameta nakon interfaze slijedi mejoza. U procesu programirane stanične smrti, nakon interfaze slijedi apoptoza.
|  |  |